# Lista de tipos de funções
Na geometria, as funções podem ser classificadas de acordo com as propriedades que possuem. Essas propriedades descrevem o comportamento das funções sob certas condições.

## Relativas àTeoria dos conjuntos
Essas propriedades dizem respeito ao domínio, contradomínio e imagem das funções.
- Função bijetora: é tanto injetora quanto sobrejetora, portanto invertível.
- Função composta: é formada pela composição de duas funções, f e g, traçando-se x como f(g(x)).
- Função constante: retorna um valor constante independente da entrada.
- Função vazia: cujo domínio é um conjunto vazio.
- Função inversa: é aquela que "faz o oposto" de uma dada função (e.g. arcseno é a inversa do seno).
- Função injetora: cada valor do contra-domínio é imagem de apenas um valor do domínio, o que exclui a possibilidade de que algum valor do contra-domínio possa ser imagem de mais de um correspondente no domínio.
- Função sobrejetora: quando todos os valores do contra-domínio também fazem parte da imagem, ou seja, todos são imagem de algum valor do domínio.
- Função identidade: a imagem, ou correspondente no contra-domínio, de cada objeto é o próprio objeto.
- Função em partes: é definida por diferentes expressões em intervalos em diferentes intervalos.

## Relativas a um operador (c.q. um grupo)
Essas propriedades dizem respeito a como a função é afetada por operações aritméticas no seu operando.
- Função par: é simétrica com relação ao eixo-Y. Formalmente, para cada x: f(x) = f(−x).
- Função ímpar: é simétrica em relação à origem dos eixos. Formalmente, para cada x: f(−x) = −f(x).
- Função aditiva ou linear: preserva a operação de adição: f(x+y) = f(x)+f(y).
- Função sub aditiva: é tal que o valor f(x+y) é menor ou igual a f(x)+f(y).
- Função super aditiva: é tal que o valor de f(x+y) é maior ou igual a f(x)+f(y).

## Relativas à topologia
- Função contínua: pequenas variações nos objetos do domínio correspondem a pequenas variações nos seus contra-domínios.
- Função nunca contínua: não é contínua em nenhum ponto do seu domínio (e.g. Função de Dirichlet).
- Homeomorfismo: é uma função injetora que é também contínua, cuja inversa também é contínua.

## Relativas a um ordenamento
- Função monotônica: não inverte a ordem de nenhum par.
- Função estritamente monotônica: preserva a ordem dada.

## Relativas aos números reais/complexos
- Função analítica: Pode ser definida localmente por uma série de potências convergente.
- Função aritmética: Uma função dos números inteiros nos complexos.
- Função diferenciável: Possui uma derivada.
- Função holomórfica: Uma função complexa de uma variável complexa que diferenciável em todos os pontos do domínio.
- Função meromórfica: Uma função complexa que é holomórfica com a exceção de pontos isolados onde existem pólos.
- Função inteira: Uma função holomórfica cujo domínio é o plano complexo inteiro.